# ابن جوصا
ابن جوصا حافظ ومحدث وراوي من رواة الحديث النبوي، اسمه أبو الحسن أحمد بن عمير بن يوسف بن موسى بن جوصا، محدث دمشق، ولد عام 230 هـ، قال الطبراني عنه : ابن جوصا ثقة.

## شيوخه
تتلمذ ابن جوصا علي يدي مجموعة من علماء مصر والشام ودمشق ومهم:
- عمرو بن عثمان الحمصي.
- محمد بن هاشم البعلبكي.
- محمد بن وزير.
- كثير بن عبيد.
- هشام بن عبد الملك اليزني.
- عمران بن بكار.
- يونس بن عبد الأعلى.
- محمد بن عبد الله بن ميمون الإسكندراني.
- معاوية بن عمرو الحمصي.
- موسى بن عامر المري.
- محمد بن عوف الطائي.

## تلاميذه
روى عن ابن جوصا عدد من رواة الحديث والتفسير منهم:
- حمزة الكناني.
- الطبراني.
- أبو علي النيسابوري.
- ابن السني.
- أبو أحمد بن عدي.
- الزبير بن عبد الواحد الأسدآباذي.
- أبو أحمد الحاكم.
- عبد الوهّاب الكلابي.

## وفاته
توفي ابن جوصا في جمادى الأولى سنة 320 هـ.